# Maurice Schilles
Maurice Auguste Schilles (Puteaux, 25 februari 1888 - Parijs, 20 december 1957) was een Frans wielrenner.
Schilles won tijdens de Olympische Zomerspelen 1908 samen met André Auffray de gouden medaille op de tandem.
Schilles won in totaal 3 medailles op de wereldkampioenschappen op het onderdeel sprint in 1909 brons bij de amateurs, in 1924 brons bij de profs en in 1025 zilver bij de profs.

## Resultaten
| Jaar | WK           | Olympische Zomerspelen                  |
| ---- | ------------ | --------------------------------------- |
| 1908 |              | tandem · 5 km · 5e ploegenachtervolging |
| 1909 | sprint       |                                         |
| 1924 | sprint profs |                                         |
| 1925 | sprint profs |                                         |

1908: André Auffray & Maurice Schilles ·
1920: Thomas Lance & Harry Ryan ·
1924: Jean Cugnot & Lucien Choury ·
1928: Daan van Dijk & Bernard Leene ·
1932: Louis Chaillot & Maurice Perrin ·
1936: Carl Lorenz & Ernst Ihbe ·
1948: Renato Perona & Ferdinando Terruzzi ·
1952: Russell Mockridge & Lionel Cox ·
1956: Anthony Marchant & Ian Browne ·
1960: Giuseppe Beghetto & Sergio Bianchetto ·
1964: Sergio Bianchetto & Angelo Damiano ·
1968: Pierre Trentin & Daniel Morelon ·
1972: Igor Zjelovalnikov & Vladimir Semenets